# Europsko prvenstvo u amaterskom boksu
EP u amaterskom boksu se održava od 1925. u muškoj i od 2001. u ženskoj kategoriji.
Organizira ga EABA.

### EP za muške
| godina | r.br.      | domaćin        | vrijeme održavanja      |
| ------ | ---------- | -------------- | ----------------------- |
| 1925.  | I. EP      | Stockholm      | 11. – 15. svibnja       |
| 1927.  | II. EP     | Berlin         | 16. – 20. svibnja       |
| 1930.  | III. EP    | Budimpešta     | 3. – 8. lipnja          |
| 1934.  | IV. EP     | Budimpešta     | 11. – 15. travnja       |
| 1937.  | V. EP      | Milano         | 5. – 9. svibnja         |
| 1939.  | VI. EP     | Dublin         | 18. – 22. travnja       |
| 1947.  | VII. EP    | Dublin         | 12. – 17. svibnja       |
| 1949.  | VIII. EP   | Oslo           | 13. – 18. lipnja        |
| 1951.  | IX. EP     | Milano         | 14. – 19. svibnja       |
| 1953.  | X. EP      | Varšava        | 18. – 24. svibnja       |
| 1955.  | XI. EP     | Zapadni Berlin | 27. svibnja - 5. lipnja |
| 1957.  | XII. EP    | Prag           | 25. svibnja - 2. lipnja |
| 1959.  | XII. EP    | Luzern         | 24. – 31. svibnja       |
| 1961.  | XIV. EP    | Beograd        | 3. – 10. lipnja         |
| 1963.  | XV. EP     | Moskva         | 26. svibnja - 2. lipnja |
| 1965.  | XVI. EP    | Berlin         | 21. – 29. svibnja       |
| 1967.  | XVII. EP   | Rim            | 25. svibnja - 2. lipnja |
| 1969.  | XVIII. EP  | Bukurešt       | 31. svibnja - 8. lipnja |
| 1971.  | XIX. EP    | Madrid         | 11. lipnja - 19. lipnja |
| 1973.  | XX. EP     | Beograd        | 1. – 9. lipnja          |
| 1975.  | XXI. EP    | Katowice       | 1. – 9. lipnja          |
| 1977.  | XXII. EP   | Halle          | 28. svibnja - 5. lipnja |
| 1979.  | XXIII. EP  | Köln           | 5. – 12. svibnja        |
| 1981.  | XXIV. EP   | Tampere        | 2. – 10. svibnja        |
| 1983.  | XXV. EP    | Varna          | 7. – 15. svibnja        |
| 1985.  | XXVI. EP   | Budimpešta     | 25. svibnja - 2. lipnja |
| 1987.  | XXVII. EP  | Torino         | 30. svibnja - 7. lipnja |
| 1989.  | XXVIII. EP | Atena          | 29. svibnja - 3. lipnja |
| 1991.  | XXIX. EP   | Göteborg       | 7. – 12. svibnja        |
| 1993.  | XXX. EP    | Bursa          | 6. – 12. rujna          |
| 1996.  | XXXI. EP   | Vejle          | 30. ožujka - 7. travnja |
| 1998.  | XXXII. EP  | Minsk          | 17. – 24. svibnja       |
| 2000.  | XXXIII. EP | Tampere        | 13. – 21. svibnja       |
| 2002.  | XXXIV. EP  | Perm           | 12. – 21. srpnja        |
| 2004.  | XXXV. EP   | Pula           | 19. – 29. veljače       |
| 2006.  | XXXVI. EP  | Plovdiv        | 13. – 23. srpnja        |
| 2008.  | XXXVII. EP | Liverpool      | 5. – 15. studenog       |

### EP za žene
| godina | r.br.    | domaćin              | vrijeme održavanja |
| ------ | -------- | -------------------- | ------------------ |
| 2001.  | I. EP    | Saint-Amand-les-Eaux | 10. – 14. travnja  |
| 2003.  | II. EP   | Pečuh                | 11. – 17. svibnja  |
| 2004.  | IIII. EP | Riccione             | 3. – 10. listopada |
| 2005.  | IV. EP   | Tønsberg             | 8. – 15. svibnja   |
| 2006.  | V. EP    | Varšava              | 3. – 10. rujna     |